# Intifada
Intifada (även Intefadah eller Intifadah; från arabiska: انتفاضة "skaka av", "resning" eller "avskakande av damm") är ett arabiskt ord för uppror.
Ordet togs i allmänt bruk som det populära namnet på två palestinska upplopp mot Israels annekteringspolitik på palestinska områden.
Den första palestinska intifadan började i slutet av år 1987. Våldet hade inte tidigare varit så omfattande och något släppte som legat och grott, möjligen kan en utlösande händelse ha varit att fyra palestinska arbetare dödats i kollision med en israelisk lastbil. Men upproret var dock bara ett led i den hårda konflikt som pågått sedan årtionden. Det som skedde var generalstrejker, man uppmanade andra att bojkotta israeliska produkter och försökte få en inhemsk produktion, självhushållningen ökade, och man gick in i direkta konfrontationer med den israeliska armén med bland annat stenar och molotovcocktails, varpå den israeliska armén svarade genom att använda gummimantlade stålkulor och andra vapen. Intifadan minskade i våldsamhet år 1991 och tog slut i samband med att Osloavtalet undertecknades i augusti 1993 och att den palestinska nationella myndigheten skapades.
Al-Aqsa-intifadan (även känd som den andra palestinska intifadan eller Oslo-kriget) var ett palestinskt uppror mot Israels ockupation av palestinska områden och inleddes den 28 september 2000 i samband med att Sharon gjorde ett uppmärksammat besök på mosképlatsen i Jerusalems Gamla Stad.
Som en följd av den USA-ledda invasionen av Irak år 2003 startade Muqtada al-Sadr, en shiitisk präst, ett uppror som han kallade 'den irakiska intifadan' i syfte att göra slut på USA:s militära ockupation av Irak.
Intifada kallas också den västsahariska rörelse som inleddes år 2005 i protest mot Marockos ockupation av landet.